# Svarttjärnen (Norns bruk)
Svarttjärnen är en sjö i Hedemora kommun i Dalarna och ingår i Norrströms huvudavrinningsområde.